# Il mio nome è Shangai Joe
Il mio nome è Shangai Joe è un film del 1973 diretto da Mario Caiano.

## Trama
Un cinese arriva nel Texas in cerca di lavoro, ma il suo carattere lo porterà a scontrarsi con un ricco signore della zona che sfrutta i peones messicani.
Poco dopo vengono appesi manifesti di cattura con raffigurato il volto del cinese che chiamano "Shangai Joe" e tutti si preparano alla ricerca per riscuotere il premio; ma il cinese saprà difendersi usando una tecnica del tutto personale: il kung-fu.

## Sequel
Il personaggio di Shanghai Joe ritornerà nel film del 1975 Che botte ragazzi!, diretto da Bitto Albertini.

## Colonna sonora
La colonna sonora di Bruno Nicolai è la stessa già utilizzata nel film Buon funerale amigos!... paga Sartana del 1970 diretto da Giuliano Carnimeo.